# Eragrostiella collettii
Eragrostiella collettii är en gräsart som först beskrevs av Otto Stapf, och fick sitt nu gällande namn av Norman Loftus Bor. Eragrostiella collettii ingår i släktet Eragrostiella och familjen gräs. Inga underarter finns listade i Catalogue of Life.